# Premio Félix Francisco Casanova
El premio de literatura juvenil Félix Francisco Casanova o simplemente premio Félix Francisco Casanova es un certamen literario español convocado anualmente por el Cabildo Insular de La Palma.

## Historia
El premio fue instaurado en 1977 en memoria del poeta palmero Félix Francisco Casanova, fallecido trágicamente unos meses antes. A pesar de la brevedad de su vida, Casanova aportó una obra intensa y original con la que ganó premios como el Matías Real, Julio Tovar de poesía o el premio Pérez Armas. 
En el marco de la celebración del Día del Libro, las autoridades palmeras dan a conocer las bases de la convocatoria del premio de literatura juvenil cada año, premio instituido por la institución insular pero en el que colabora la empresa editora Leoncio Rodríguez para servir de estímulo a la creatividad de jóvenes literatos.

## Bases
El certamen premia las modalidades modalidad de narrativa y poesía y está destinados a escritores de cualquier nacionalidad de hasta 25 años de edad, con excepción de quienes hubieran obtenido este galardón en ediciones anteriores y siempre que las obras presentadas sean textos escritos en lengua castellana y originales inéditos, que no hayan sido premiados anteriormente en ningún otro certamen. El poema o grupo de poemas ha de tener, como mínimo, doscientos versos y como máximo trescientos. Y la narración ha de tener como mínimo cinco folios y como máximo, siete, impresos a doble espacio y por una sola cara.
Las modalidades convocadas en este premio son las de narrativa y de poesía, siendo el tema de las obras libre. Los concurrentes podrán enviar solo un original a cada una de las modalidades convocadas en este premio. El plazo de presentación de los trabajos finaliza el 31 de agosto de cada año, quedando establecido un solo premio de 1.300 euros (2014) para poesía y otro de igual cuantía para narrativa.
El fallo del jurado se hará público en el mes de noviembre de cada año. Las bases y la convocatoria del Premio Félix Francisco Casanova podrán ser consultadas en la web www.cabildodelapalma.es y en la Consejería de Educación, Cultura y Patrimonio Histórico del Cabildo Insular de La Palma.

## Premiados
- 1985 IX  Genaro Ortega Gutiérrez: Diwán.[2]
- 1986 X José Gregorio Rodríguez Rodríguez: Poemas para una diosa romana.[2]
- 1987 XI Luis Serrano Sánchez: Alamedas de melancolía.[2]
- 1988 XII Miguel Ángel Perdomo Batista: Me lamento de tanto llanto.[2]
- 1989 XIII Ricardo Hernández Bravo: Recuerdos de un olvido.
- 1990 XIV Roberto Cabrera González: Tu rosa delirante.
- 1991 XV Francisco Javier García Becerra: La espada y la bestia.
- 1992 XVI Raquel Martín Caraballo: Transfusión de voz.
- 1993 XVII
- 1994 XVIII Ana González Duque: Anaga
- 1995 XIX
- 1996 XX Darío Osbely Armada González: Tríptico donde el ave se bebe la luz.
- 1997 XXI
- 1998 XXII
- 1999 XXIII Jimena Antoniello Ligüera: Modo Indicativo.
- 2000 XXIV Mª Lourdes González Hernández: Odio las letras.
- 2001 XXV Iván Cabrera Cartaza: Los sauces del sol caído.
- 2002 XXVI Benito Romero: Tras los pasos de Leonardo.
- 2003 XXVII José Luis Crespo Fajardo: Niño miedo en libertad.
- 2004 XXVIII
- 2005 XXIX Patricia Bolaños García: Memorias del invierno.
- 2006 XXX Andrea Vanina Márquez: Posesiones.
- 2007 XXXI Daniel Hernández María: Futilidad severa.
- 2008 XXXII Sergio Álvarez Méndez: Poesía de la noche.
- 2009 XXXIII Kenia Martín Padilla: La esencia mordida.
- 2010 XXXIV Álvaro Luque Amo: Cuatro de octubre;[3] Mario Herrero: Madrid Jazz Club.[4]
- 2011 XXXV Héctor Pascual Álvarez: Minesota.
- 2012 XXXVI Carlos Loreiro López: Chénere.
- 2013 XXXVII Constanza Blanco Jessen: No te deseo mal, pero...
- 2014 XXXVIII David Leo García: Si me dan en herencia un par de ojos.
- 2015 XXXIX Isandro Ojeda García: Lo que nos enseñó una enciclopedia de la iconografía.
- 2016 XL Tomás Redondo Velo: La luz desde el agua.
- 2017 XLI
- 2018 XLII Stephanie Carolina López Palmar: Retrato de lugar. Katya Vázquez Schröder: Las flores del verdugo.[5]
- 2019 XLIII Irene Bablé: Persistencia del viento.[6]
- 2020 XLIV Luis Miguel Machín Martín: Parte meteorológico de un día entreamado. Teresa Zurdo Gil: La nana del mar. [7]